# LASK II
Der LASK II war die zweite Mannschaft des österreichischen Bundesligisten LASK. Die Mannschaft spielte bis 2014 in der 2. Klasse, ehe sie 2014 in einer Spielgemeinschaft mit dem FC Pasching aufging.

## Geschichte
Die Amateure des LASK nahmen in der Saison 2001/02 erstmals am ÖFB-Cup teil. In der ersten Runde konnte man die SV Schwechat besiegen, in der zweiten Runde scheiterte man am Zweitligisten DSV Leoben. In der Saison 2002/03 wurden die Amateure der Linzer Meister der OÖ Liga und stiegen somit erstmals in die drittklassige Regionalliga auf. Die Debütsaison in der Regionalliga beendete man allerdings als Letzter und stieg somit nach nur einer Saison 2004 wieder in die OÖ Liga ab.
In der Saison nach dem Wiederabstieg belegte man den fünften Rang, zudem nahm man ein zweites Mal am Cup teil, scheiterte allerdings bereits in der ersten Runde am Zweitligisten SC Untersiebenbrunn. In der Saison 2005/06 wurde man Sechster in der OÖ Liga. In der Spielzeit 2006/07 belegte man gar nur den elften Rang und entging dem Abstieg in die Fünftklassigkeit nur um einen Punkt. In der Saison 2007/08 wurde man mit vier Punkten Rückstand auf den FC Blau-Weiß Linz Vizemeister. In der Saison 2008/09 belegte man den dritten Rang. In der Saison 2009/10 wurde man mit fünf Punkten Rückstand auf die Union Vöcklamarkt ein zweites Mal Vizemeister. Nach dem Konkurs des SK Austria Kärnten wurde allerdings ein Platz in der Regionalliga Mitte frei, wodurch die LASK-Amateure dennoch aufsteigen konnten.
Die zweite Saison in der Regionalliga hätte für die LASK Juniors nicht besser verlaufen können: Mit einem Vorsprung von einem Punkt auf den Stadtrivalen Blau-Weiß Linz wurden die Amateure direkt nach dem Aufstieg Meister. Trotz des Meistertitels durften die Amateure nicht an der Aufstiegs-Relegation teilnehmen, da der ÖFB Amateurmannschaften von 2010 bis 2018 eine Teilnahme am Profifußball untersagte. In der Saison 2010/11 nahm man auch wieder am ÖFB-Cup teil, scheiterte allerdings bereits in der ersten Runde an den Amateuren der Kapfenberger SV. Nach dem Erfolg folgte 2011/12 allerdings sogleich wieder ein Tiefpunkt: Die LASK-Amateure waren in der Regionalliga chancenlos und wurden Letzter, auf die Nichtabstiegsplätze fehlten 18 Punkte. Im ÖFB-Cup wurde man zudem in der ersten Runde vom SK Rapid Wien mit 7:0 abgefertigt. Die Amateure traten allerdings in der Saison 2012/13 nicht in der OÖ Liga an, sondern wurden vom Spielbetrieb abgemeldet.
In der Saison 2013/14 stieg man in einer Spielgemeinschaft mit dem ASKÖ Zöhrdorf wieder in der achtklassigen 2. Klasse Mitte ein. In dieser konnte man überlegen Meister werden. Trotz des Erfolgs wurde die Zweitmannschaft nach einer Spielzeit wieder abgemeldet und ging in einer Spielgemeinschaft mit dem Regionalligisten FC Pasching auf. Zur Saison 2022/23 wurden die LASK-Amateure reaktiviert und gingen erneut eine Spielgemeinschaft mit den Paschingern ein.